# ترمس برقوقي الأوراق
الترمس البرقوقي الأوراق (باللاتينية: Lupinus prunophilus) نوع نباتي يتبع جنس الترمس من الفصيلة البقولية المعروفة بقدرتها على تثبيت النيتروجين الجوي من خلال بكتيريا المستجذرة.